# Метод итерации
Метод итерации или метод простой итерации — численный метод решения системы линейных алгебраических уравнений. Суть метода заключается в нахождении по приближённому значению величины следующего приближения, являющегося более точным.
Метод позволяет получить значения корней системы с заданной точностью в виде предела последовательности некоторых векторов (в результате итерационного процесса). Характер сходимости и сам факт сходимости метода зависит от выбора начального приближения корня.

## Описание метода
Пусть СЛАУ представлена в виде: 
{\displaystyle x=Bx+g}
Выбирается начальное приближение {\displaystyle x^{(0)}}. На каждом шаге считается новое приближение {\displaystyle x^{(k+1)}} из старого {\displaystyle x^{(k)}} по формуле
{\displaystyle x^{(k+1)}=Bx^{(k)}+g}
или в координатной форме
{\displaystyle {\begin{array}{rcl}x_{1}^{(k+1)}=&b_{11}x_{1}^{(k)}+\ldots +b_{1n}x_{n}^{(k)}+g_{1}\\\ldots \\x_{n}^{(k+1)}=&b_{n1}x_{1}^{(k)}+\ldots +b_{nn}x_{n}^{(k)}+g_{n}\end{array}}}.
Приближения продолжают считаться до того, пока не достигнут нужной степени точности. Достигло ли приближение нужной степени точности или нет проверяется при помощи условия остановки, которые могут отличаться в разных реализациях.

## Приведение СЛАУ к нужному виду
Пусть дана СЛАУ
{\displaystyle Ax=b}
Для того, чтобы воспользоваться методом простой итерации, необходимо привести её к виду {\displaystyle x=Bx+g}. Представим матрицу {\displaystyle A} в виде {\displaystyle A=M-N}, где {\displaystyle M} — обратима. Тогда система приводится к виду {\displaystyle x=Bx+g} следующим образом:
{\displaystyle (M-N)x=b}
{\displaystyle Mx=Nx+b}
{\displaystyle x=M^{-1}Nx+M^{-1}b}
Матрицы {\displaystyle M} и {\displaystyle N} могут быть выбраны различными способами; в зависимости от конкретного способа получаются различные разновидности метода. Обозначим далее за {\displaystyle L} — строго нижнюю треугольную часть {\displaystyle A}, за {\displaystyle D} — диагональную часть {\displaystyle A}, за {\displaystyle U} — строго верхнюю треугольную часть {\displaystyle A}. Получающиеся таким способом разновидности эквиваленты следующим методам:
- {\displaystyle M={\frac {1}{\omega }}E} — метод Ричардсона;
- {\displaystyle M=D} — метод Якоби;
- {\displaystyle M={\frac {1}{\omega }}D} — взвешенный метод Якоби;
- {\displaystyle M=D+L} — метод Гаусса — Зейделя;
- {\displaystyle M={\frac {1}{\omega }}D+L} — метод релаксации;
- {\displaystyle M(\omega )={\omega  \over {2-\omega }}\left({1 \over \omega }D+L\right)D^{-1}\left({1 \over \omega }D+L\right)^{\mathsf {T}}} — метод симметричной релаксации.

Здесь эквивалентность понимается в смысле равенства последовательностей приближений {\displaystyle x^{(k)}} при равенстве начальных приближений {\displaystyle x^{(0)}}.

## Условия сходимости процесса
Необходимое и достаточное условие сходимости: {\displaystyle \rho (\alpha )<1}, где — {\displaystyle \rho (\alpha )} спектральный радиус {\displaystyle \alpha }.
Достаточное условие сходимости: {\displaystyle \Vert \alpha \Vert <1}.
В частности при выборе нормы, подчинённой векторной {\displaystyle \|x\|_{\infty }=\max \limits _{1\leq i\leq n}|x_{i}|} условие сходимости приобретает вид {\displaystyle \max _{j=1}^{n}\vert \alpha _{ij}\vert <1} (где {\displaystyle i=1,2,\dots ,n}).
При выборе нормы {\displaystyle \|x\|_{1}=\sum _{i=1}^{n}|x_{i}|} условие приобретает вид {\displaystyle \sum _{i=1 \atop i\neq j}^{n}\vert \alpha _{ij}\vert <1}
(где {\displaystyle j=1,2,\dots ,n}), что называют условием диагонального преобладания исходной матрицы {\displaystyle A}.

## Оценка погрешности
Пусть {\displaystyle x} — вектор точного решения. Тогда можно получить следующие оценки погрешности приближённого решения {\displaystyle x^{(k)}} на {\displaystyle k}-м шаге алгоритма:
- априорная:

{\displaystyle \Vert x-x^{(k)}\Vert \leq ||\alpha ||^{k}||x^{(0)}||+{\frac {\Vert \alpha \Vert ^{k}}{1-\Vert \alpha \Vert }}\Vert \beta \Vert .}
- апостериорная:

{\displaystyle \Vert x-x^{(k)}\Vert \leq {\frac {\Vert \alpha \Vert }{1-\Vert \alpha \Vert }}\Vert x^{(k)}-x^{(k-1)}\Vert .}